# Miranda do Douro
Miranda do Douro (portugisiska) eller Miranda de l Douro (mirandesiska) är en stad och kommun i nordöstra Portugal, 258 km nordost om staden Porto.
Medeltidsstaden Miranda do Douro ligger överst i en ravin i Dourofloden.
Kommunen har 7 482 invånare (2020) och en yta på 487 km². Den består av 13 kommundelar (freguesias) och är belägen i Distrito de Bragança.